# ゆれるユレル
「ゆれるユレル」は、新山詩織の1枚目のシングル。

## 解説
新山の記念すべきメジャーデビューシングル
。表題曲は笹路正徳がプロデュースを担当した。カップリング「現在地」は新山がファンだったと言うザ・グルーヴァーズのカバーで、このバンドが演奏に参加している。新山はこのことについて、「大好きなバンドと、そのバンドを初めて知った曲を自分が歌ってみんなで一から最後まで作れたことは考えられないくらいすごいことだと思います。本当に夢のような時間でした。また違った、新しい「現在地」ができた」とコメントしている。新山がザ・グルーヴァーズのファンになったきっかけはBUMP OF CHICKENの藤原基央が敬愛するバンドがこのバンドだったことからこの曲を聴いたためである。
表題曲はテレビ金沢「花のテレ金ちゃん」4月度エンディング・テーマ、テレビ朝日系「Musicる TV」及びチバテレビ「MUSIC LAUNCHER」4月度オープニング・テーマ。同年6月14日公開の映画「絶叫学級」挿入歌としても起用される。

## 批評
CDジャーナルは表題曲について、「等身大のポジティブな思いがこもったメッセージ・ソング。憂いのある独特の湿ったボーカルは、ロッキンなアレンジとも相性抜群」と評した。
THE GOOVERSの藤井一彦はカップリングについて、「僕らがメジャーデビューした20年前にリリースしたこの曲を、その当時は生まれていなかった彼女がカバーしてくれる事はとても光栄に思います。声も太いし、歌がとにかくしっかりしている。歌詞の中に、「俺」という言葉があるんですが、それを歌っても、何も違和感がなかったのが驚きでした。」と評した。

## 収録曲
1. ゆれるユレル
作詞：新山詩織　作曲：新山詩織・RYOTARO　編曲：笹路正徳
2. 現在地（原曲：THE GROOVERS）
作詞・作曲・編曲：藤井一彦
3. ゆれるユレル-Instrumental-

## レコーディング参加
- 新山詩織、ボーカル、ギター(#1)
  - 知念輝行 - ギター(#1)
  - 藤井一彦（THE GROOVERS） - ギター(#2)
  - 笹路正徳 - キーボード(#1)
  - 美久月千晴 - ベース(#1)[1][2]
  - 高橋ボブ（THE GROOVERS） - ベース(#2)
  - 河村智康 - ドラム(#1)[1][2]
  - 藤井ヤスチカ（THE GROOVERS） - ドラム(#2)
  - 金原千恵子ストリングス - ストリングスセクション(#1)